# Arukutti
Arukutti är en ort i Indien.   Den ligger i distriktet Alappuzha och delstaten Kerala, i den södra delen av landet, 2 100 km söder om huvudstaden New Delhi. Arukutti ligger 10 meter över havet och antalet invånare är 17 944.
Terrängen runt Arukutti är platt. Runt Arukutti är det mycket tätbefolkat, med 2 181 invånare per kvadratkilometer. Närmaste större samhälle är Kochi, 12,7 km nordväst om Arukutti. Omgivningarna runt Arukutti är en mosaik av jordbruksmark och naturlig växtlighet.